# Un coin de ciel bleu (film)
Cet article concerne un film. Pour une bande dessinée, voir Un coin de ciel bleu (bande dessinée).
Pour plus de détails, voir Fiche technique et Distribution.
Un coin de ciel bleu (A Patch of Blue) est un film américain de Guy Green, sorti en 1965. Il est adapté du roman Get Ready with Bells and Drums, écrit par l'auteure australienne Elizabeth Kata et publié en 1961.
Le film explore les relations inter-raciales dans une Amérique des années 60 troublée par la question délicate du respect des droits civils entre communautés.

## Synopsis
Selina, 18 ans, est aveugle et vit entourée d'une mère débauchée et d'un grand-père alcoolique. Pour sortir de cet environnement familial néfaste, elle aime à se promener dans un parc où elle fait la connaissance d'un jeune Noir, Gordon, qui va peu à peu lui redonner le goût de vivre.

## Fiche technique
- Titre original : A Patch of Blue
- Réalisation : Guy Green
- Scénario : Guy Green d'après le roman d'Elizabeth Kata
- Directeur de la photographie : Robert Burks
- Musique : Jerry Goldsmith
- Montage : Rita Roland
- Production : Pandro S. Berman
- Studio de production : Metro-Goldwyn-Mayer
- Couleurs : Noir et Blanc
- Pays de production :  États-Unis
- Genre : Drame
- Durée : 105 minutes
- Date de sortie : 1965
- Affiches : Raymond Elseviers (Belgique), Gilbert Allard (France)

## Distribution
- Sidney Poitier (VF : Georges Aminel) : Gordon Ralfe
- Elizabeth Hartman : Selina D'Arcey
- Shelley Winters (VF : Paule Emanuele) : Rose-Ann D'Arcey
- Wallace Ford (VF : Paul Bonifas) : Ole Pa
- Ivan Dixon (VF : Sady Rebbot) : Mark Ralfe
- John Qualen (VF : Teddy Bilis) : M. Faber
- Renata Vanni : Mme Favaloro

## Nominations et récompenses
- Shelley Winters a remporté l'Oscar du meilleur second rôle féminin pour son rôle de la mère dépravée
- Outre la nomination pour Shelley Winters, le film obtint 4 autres nominations à l'Oscar pour la meilleure actrice (Elizabeth Hartman), la meilleure direction artistique, la meilleure photographie et la meilleure musique.